# Winter Words
Winter Words (Parole d'inverno), Op. 52, è un ciclo di canzoni per tenore e pianoforte, scritto nel 1953 dal compositore inglese Benjamin Britten. È basato su otto poesie di Thomas Hardy.

## Storia
Winter Words è una delle poche composizioni di Britten del periodo successivo alla première della sua opera Gloriana; le poesie provengono dall'ultima raccolta pubblicata da Hardy, con lo stesso titolo. Il ciclo fu presentato in anteprima al Festival di Leeds nell'ottobre 1953, con Peter Pears come tenore e Britten al pianoforte. Era dedicato a John e Myfanwy Piper.

## Movimenti
Le poesie sono:
1. At Day-Close in November
2. Midnight on the Great Western (o The Journeying Boy)
3. Wagtail and Baby (A Satire)
4. The Little Old Table
5. The Choirmaster's Burial (o The Tenor Man's Story)
6. Proud Songsters (Thrushes, Finches and Nightingales)
7. At the Railway Station, Upway (o The Convict and Boy with the Violin)
8. Before Life and After

Un'esecuzione tipica dura circa 22 minuti.